# Jacob Willem Dedel
Jacob Willem Dedel (Amsterdam, 19 juli 1778 - Den Haag, 23 mei 1848) was een Nederlands politicus.

## Familie
Dedel, lid van de familie Dedel, was een zoon van schout-bij-nacht Salomon Dedel (1736-1800) en Sara Maria van der Poll (1748-1831), weduwe van Gerard Clifford (1738-1770), lid van de familie Clifford. Hij trouwde met Agnes Maria Corver Hooft (1776-1854), uit dit huwelijk werden vier zoons en drie dochters geboren, onder wie Margaretha Cornelia.
Dedel was (aangetrouwde) familie van een aantal Kamerleden; hij was een halfbroer van jhr. mr. George Clifford, neef van jhr. mr. Pieter Samuël Dedel en zwager van Jan Corver Hooft, jhr. mr. Jan Elias Nicolaas van Lynden van Hoevelaken en Johan Daniël Cornelis Carel Willem baron d'Ablaing van Giessenburg.

## Loopbaan
Dedel studeerde Romeins en hedendaags recht aan de Leidse Hogeschool en promoveerde op stellingen in 1798. Hij vervulde diverse functies, vooral op het gebied van belastingen. Vanaf 1805 was hij inspecteur van belastingen, vanaf 1808 thesaurier van Amsterdam.
In 1810, onder keizer Napoleon Bonaparte, was hij lid van de Raad voor de Zaken van Holland in Parijs. Later is hij weer in Nederland en onder meer raad van financiën, toegevoegd voor de directe belastingen (vanaf 1814) en referendaris eerste klasse bij het ministerie van Financiën (vanaf 1816). Van 1 augustus 1819 tot de opheffing van het ministerie per 1 januari 1821 was hij directeur-generaal van het ministerie voor directe belastingen en tegelijkertijd lid van de Kroonraad. Van 3 juli 1821 tot aan zijn overlijden was hij lid van de Eerste Kamer der Staten-Generaal. Omstreeks 1822 werd hij honorair lid van de Maatschappij tot Nut van 't Algemeen.
Dedel overleed in 1848, op 69-jarige leeftijd. Hij was ridder in de Orde van de Unie (1808) en ridder in de Orde van de Nederlandse Leeuw.
- Biografisch Portaal: 11240908
- Digitale Bibliotheek voor de Nederlandse Letteren: dede008
- International Standard Name Identifier: 0000 0003 9116 3173
- Nederlandse Thesaurus van Auteursnamen: 070002967
- Parlement.com: vg09llryepsz
- Virtual International Authority File: 284928305
- WorldCat: E39PBJwxGFbXFtPWXj8py8hJXd